# كأس روسيا البيضاء 2008–09
كأس روسيا البيضاء 2008–09 (بالروسية: Кубок Белоруссии по футболу 2008/2009)‏ هو موسم من كأس روسيا البيضاء. أشرف على تنظيمه اتحاد روسيا البيضاء لكرة القدم، وكان عدد الأندية المشاركة فيه 50، وفاز فيه نادي نافتان نوفوبولوتسك.